# 버켈랜드 전류

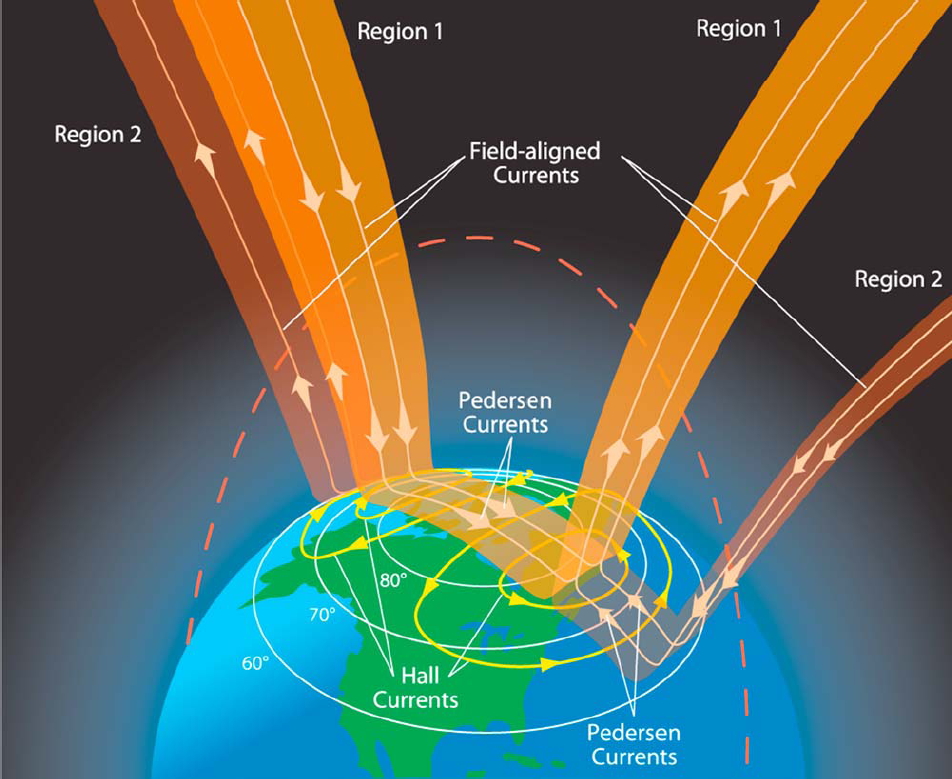
버켈랜드 전류의 도식과 전리층의 전류 시스템의 연결망.

버켈랜드 전류(Birkeland Current)는 지구의 자기권(magnetosphere)과 전리층을 이어주는 지자기장의 선에 따라 흐르는 전류의 흐름으로 오로라 생성과 관련이 있다. 지구 자기권에서 이 전류는 태양풍과 행성간 자기장(interplanetary magnetic filed)과 자기권을 통하는 플라즈마의 운동(행성간 환경에 의해 간접적으로 생기는 대류에 의해)에 따라 움직인다. 버켈랜드 전류의 세기는 지구 자기장의 작은 폭풍 (substorm) 등의 자기권의 활동의 변화에 따라 달라진다. upward current sheets(아래쪽으로 향하는 전류의 흐름)의 작은 변화는 자기권의 전자를 가속시켜 상층부의 대기에 닿을 수 있게 되어 전리층 상부(오로라 존)에 Borealis와 Australis Aurora를 생성하게 된다. 버켈랜드 전류는 오로라 고층 전류(electro jet)의 영역 가까이에서 전리층의 자기장에 수직한 방향으로 흐르게 되는데 버켈랜드 전류는 filed-aligned current sheets의 두 개의 쌍에서 생기게 된다. 하나의 쌍은 정오 섹터(noon sector)부터 황혼 섹터(dusk sector)를 통해 자정섹터(midnight sector)까지 확장된다. 다른 하나의 쌍은 정오 섹터(noon sector)부터 새벽 섹터(dawn sector)를 거쳐 자정 섹터(midnight sector)까지 확장된다. 오로라 존의 높은 고도의 sheet는 Region 1(극쪽으로 향하는) current sheet라고 불리며 낮은 고도의 sheet는 Region 2(적도 쪽으로 향하는) current sheet라고 불린다.
원래 버켈랜드 전류는 지구 자기권과 태양풍 내의 플라즈마의 상호작용으로 유발된 오로라에 기여하는 전류를 의미하였다. 전류는 극영역 주위의 지구 이온층의 아침 측 아래로 동쪽으로 흐른다. 그리고 이온층의 저녁 측에서는 위로 우주공간으로 흐른다. 이들 버켈랜드 전류는 이제 때때로 오로라 전기 제트라 불린다.
이 전류는 노르웨이 탐험가이며 물리학자인 크리스티앙 버켈랜드(Kristian Birkeland)가 오로라를 탐구하기 위해 북극권을 탐험하는 도중 1908년에 예측하였다. 그는 오로라가 나타났을 때 간단한 자기장 측정 도구를 이용하여 자력계의 바늘의 방향이 변하는 것을 보아 이 현상을 재발견 하였고 Anders Celsius와 조수인 Olof Hjorter가 한세기 이전에 발견한 것을 확인하였다. 그러나 이것은 오직 전류가 대기를 따라 흐르는 것을 확인하였을 뿐이었다. 그는 이 전류가 태양이 음극선을 방출하고 태양풍이 지 자기장에 들어가 전류를 만든다는 사실로부터 오로라를 만든다고 이론화하였다. 이 이론은 다른 연구자들이 받아들이기를 거부하였지만 1967년에 오로라 지역으로 보낸 위성에 의해 사실인 것으로 판명 났다. 그의 업적을 기리기 위해 이 전류는 버켈랜드 전류라고 명명되었다.
스웨덴의 알프벤 연구실(Alfvén Laboratory)의 교수 카를코네-팰탐마(Carl-Gunne Fälthammar)는 다음과 같이 기술하였다. "버켈랜드 전류가 특별히 흥미로운 이유는 그들을 운반하게 억압되는 플라즈마 내에서 수많은 플라즈마 물리과정(파동, 불안정성, 미세구조 형성) 을 발생케 한다는 것이다. 이들은 다시 양과 음의 하전 입자의 가속과 (산소이온의 선호 방출과 같은) 원소 분리 등의 결과로 이끌리며 현상의 이들 종류 둘 다 우리 자신의 지구의 우주 환경을 이해하는 것 이상의 일반 천체 물리적인 흥미를 지녔음이 틀림없다."

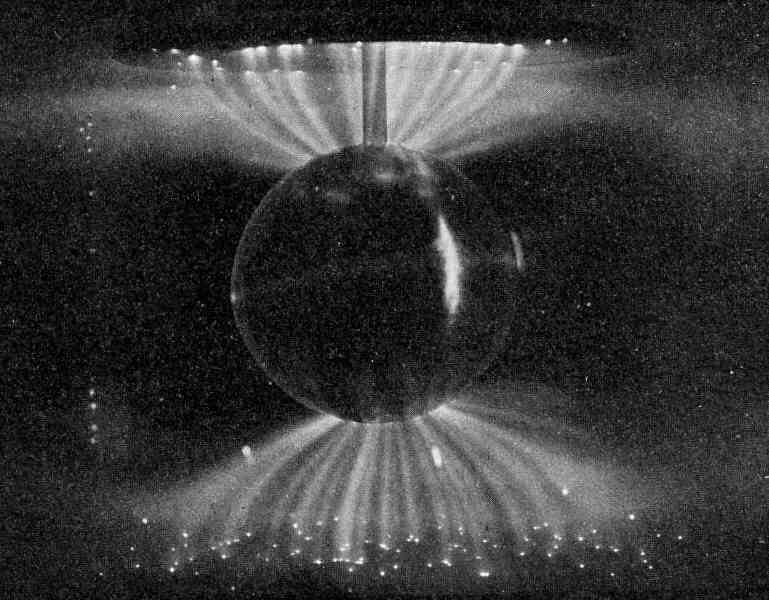
진공 챔버안에 자기화된 애노드(anode) 구를 이용해 버켈랜드가 만든 오로라처럼 생긴 버켈랜드 전류.

## 특징
버켈랜드 전류는 앙페르 회로 법칙에 의해 계산될 수 있는데 quiet time에 대략 10만 A 전류가 흐르고 geomagnetically disturbed time에는 1백만 A 이상의 전류가 흐른다.. 전리층의 전류는 field-aligned 전류와 연결되어 대기 상층부를 가열한다. 이 열은 전리층의 플라즈마로부터 상층 대기의 기체로 전이된다.
버켈랜드 전류는 또한 실험실에서 수 테라와트의 펄스 전력 발전기를 통해 만들어낼 수 있다. 크로스섹션 패턴의 결과로 원모양의 소용돌이를 형성하는 전자 빔의 구멍을 나타낸다. 이 형태는 diocotron instability라고 불린다.(비슷한 것으로 Kelvin-Helmholtz instablitiy가 있다.) 이것은 나중에 filamentation에 이른다. 이러한 소용돌이는 오로라에서 auroral curl이라고 불리는 곳에서 관찰된다.
버켈랜드 전류는 또한 z-pinch라고 불리는 플라즈마 현상의 일종이다. 이것 또한 휘어서 나선 모양의 핀치를 만들고 이것은 버켈랜드 전류에 가깝게 대응된다. 버켈랜드 전류의 평행한 쌍은 앙페르 회로 법칙에 의해 상호작용한다. 평행한 버켈랜드 전류가 같은 방향으로 흐르면 인력이 작용하고 다른 방향으로 전류가 흐르면 척력이 작용한다.
전자는 버켈랜드 전류를 따라 움직이며 double layer 플라즈마에 의해 가속된다. 만약 이 결과로 전자가 빛의 속도에 가까워지면 핀치를 생성하게 된다.

## 같이 보기
- 전자기학
- 자기 유체 역학